# Lijst van oorlogsmonumenten in Borne
De Nederlandse gemeente Borne heeft 7 oorlogsmonumenten. Hieronder een overzicht.
| Nr.  | Object                                                | Herdachte groep                                              | Ontwerper                      | Onthulling        | Type               | Locatie                 | Plaats   | Coördinaten                   | Foto              |
| ---- | ----------------------------------------------------- | ------------------------------------------------------------ | ------------------------------ | ----------------- | ------------------ | ----------------------- | -------- | ----------------------------- | ----------------- |
| 1112 | 50 jaar na dato                                       | vervolgden Nederland                                         | Ralph Prins (03-05-1926)       | 29 september 1993 | beeld/sculptuur    | Parallelweg, 7622 NB    | Borne    | 52° 17' 58" NB, 6° 44' 55" OL | 50 jaar na dato   |
| 1113 | En weer weent een moeder om het verlies van haar zoon | allen                                                        | Antoinette Ruiter (04-07-1946) | 5 april 1995      | beeld/sculptuur    | Zeilkerweg 12, 7625 SJ  | Zenderen | 52° 19' 20" NB, 6° 42' 42" OL |                   |
| 1114 | Monument op de Joodse begraafplaats                   | vervolgden Nederland                                         | Firma Koster                   | 19 augustus 1951  | overig             | Twijnerstraat, 7621 TJ  | Borne    | 52° 17' 53" NB, 6° 44' 49" OL |                   |
| 1115 | Monument aan de Mekkelhorstweg                        | geallieerde militairen, burgerslachtoffers, verzet Nederland |                                |                   | kruis              | Mekkelhorstweg, 7623 AE | Borne    | 52° 17' 54" NB, 6° 46' 34" OL |                   |
| 1116 | Monument aan de Zeilkerweg                            | burgerslachtoffers, vervolgden Nederland, verzet Nederland   | W. Udema                       | 1 januari 1957    | begraafplaats/graf | Zeilkerweg 12, 7625 SJ  | Zenderen | 52° 19' 20" NB, 6° 42' 42" OL |                   |
| 1119 | Centraal monument                                     | allen                                                        | Jan Jans (1893-1963)           | 5 mei 1949        | gedenksteen        | Grotestraat, 7622 GA    | Borne    | 52° 17' 54" NB, 6° 45' 36" OL |                   |
| 1120 | Gedenkteken aan de Rondweg                            | burgerslachtoffers, verzet Nederland                         | W. Udema                       | 1 januari 1957    | kruis              | Rondweg, 7623           | Borne    | 52° 18' 17" NB, 6° 45' 27" OL |                   |
|      | Stolpersteine                                         | vervolgden Nederland.                                        | Gunter Demnig                  | 29 november 2007  | reliëf             |                         |          |                               | Meer afbeeldingen |

Almelo ·
Borne ·
Dalfsen ·
Deventer ·
Dinkelland ·
Enschede ·
Haaksbergen ·
Hardenberg ·
Hellendoorn ·
Hengelo ·
Hof van Twente ·
Kampen ·
Losser ·
Oldenzaal ·
Olst-Wijhe ·
Ommen ·
Raalte ·
Rijssen-Holten ·
Staphorst ·
Steenwijkerland ·
Tubbergen ·
Twenterand ·
Wierden ·
Zwartewaterland ·
Zwolle